# Franz Hülskamp

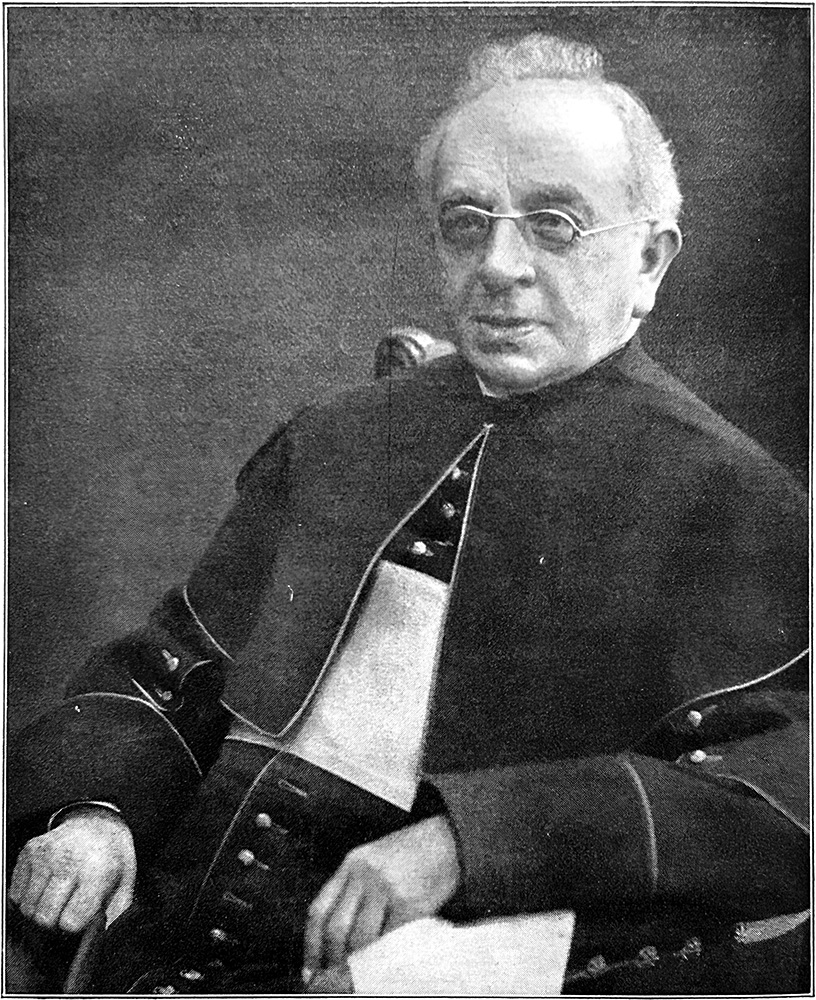
Franz Hülskamp um 1900

Franz Hülskamp (* 14. März 1833 in Essen (Oldenburg); † 10. April 1911 in Münster) war ein römisch-katholischer deutscher Geistlicher, Herausgeber, literarischer und politischer Organisator in verschiedenen katholischen Vereinen und der Deutschen Zentrumspartei.

## Leben
Hülskamp stammte als Sohn des Webers Gerhard Hülskamp aus armen Verhältnissen. Nach zweijähriger Vorbereitung durch den Dorfgeistlichen konnte er 1849 bis 1852 das Gymnasium Carolinum in Osnabrück besuchen und studierte anschließend bis 1858 Theologie, Geschichte und Literaturwissenschaft in Münster, München und Bonn, wo er nach der Priesterweihe 1859 Mitglied des Studentenvereins Unitas wurde. In dem daraus entstandenen Verband war er sehr engagiert und 1859 maßgeblich an der Gründung der Unitas-Münster beteiligt. Aus den wissenschaftlichen Sitzungen der Unitas-Verbands ging die Gründung der Rezensionszeitschrift Literarischer Handweiser 1862 mit Hülskamp und Hermann Rump als Herausgeber hervor, was ihm die Bezeichnung „Diktator der katholischen Literatur“ einbrachte. Außerdem war er Mitbegründer des Familienjournals Hausschatz.
Für seine Leistung bei der Übersetzung und Herausgabe der Universalgeschichte der Katholischen Kirche des Franzosen Réné François Rohrbacher promovierte ihn die theologische Fakultät der Albert-Ludwigs-Universität Freiburg 1868 zum Doktor der Theologie honoris causa. Den erwünschten Lehrauftrag an einer Hochschule erhielt er in Preußen aber nicht. Ende 1869 wurde er zum Präses der Stiftung Heerde ernannt, eines Familien-Alumnates für Schüler am Gymnasium Paulinum, was er bis zu seinem Tode blieb.
1868 wurde Hülskamp zum Sekretär des katholischen Piusvereins gewählt. Weiter war Hülskamp Gründungsmitglied der Görres-Gesellschaft und ab 1894 Vorsitzender der westfälischen Gruppe des Augustinus-Vereins. In der westfälischen Zentrumspartei nahm er bis 1906 eine bedeutende Rolle ohne besondere Ämter ein und verfasste für die Partei 1870 das Soester Programm führend mit, das maßgeblich für die weitere Entwicklung des politischen Katholizismus in Deutschland wurde. 1886 wurde er Päpstlicher Geheimkämmerer und betätigte sich später noch als Hausprälat. Außerdem unterstützte er bis zu seinem Tode 1911 Hedwig Dransfeld in der Redaktionsarbeit der Zeitschrift Die christliche Frau des Katholischen Deutschen Frauenbundes.